# Shin Won-ho
Shin Won-ho (en hangul, 신원호) (Seúl, Corea del Sur, 23 de octubre de 1991) es un cantante, actor y modelo surcoreano, afiliado a Amuse.

## Vida personal
En octubre de 2020 inició su servicio militar obligatorio.

## Carrera
Shin es miembro del grupo multinacional Cross Gene desde 2012. 
Ha participado en series como Bachelor's Vegetable Store (2011), Big (2012) y Legend of the Blue Sea (2016).

## Filmografía

### Series
| Año  | Título                        | Rol                                     | Red           | Notas        | Ref.   |
| ---- | ----------------------------- | --------------------------------------- | ------------- | ------------ | ------ |
| 2011 | Bachelor's Vegetable Store    | Lee Chan-sol                            | Channel A     |              | [ 5 ]  |
| 2011 | Run 60                        | Park Hong-ki                            | MBS           |              |        |
| 2012 | Big                           | Kang Kyung-joon                         | KBS2          |              | [ 6 ]  |
| 2015 | Shuriken Sentai Ninninger     | Silver                                  | TV Asahi      | (ep.25)      |        |
| 2015 | Secret Message                | Choi Kang                               | Naver TV Cast |              | [ 7 ]  |
| 2016 | Happy Marriage!?              | Koide Enshio                            | Amazon Video  |              |        |
| 2016 | Legend of the Blue Sea        | Tae-oh                                  | SBS           |              | [ 8 ]  |
| 2017 | Children of the 20th Century  | Sa Min-ho                               | MBC           |              | [ 9 ]  |
| 2018 | Risky Romance                 | Choi Jae-seung                          | MBC           |              | [ 10 ] |
| 2018 | Monkey and Dog Romance        | Lee Seong-woo                           |               | 10 episodios |        |
| 2019 | Love Affairs in the Afternoon | Park Ji-min                             |               |              |        |
| 2019 | Hip Hop King: Nassna Street   | Kim Tae-hwang                           |               | 6 episodios  |        |
| 2020 | Lover of the Palace           | Donggil                                 |               | 10 episodios |        |
| 2021 | Somehow Family                | Won Ho, novato asistente de Air For You | TV Chosun     |              | [ 11 ] |

### Películas
| Año  | Título             | Personaje    | Ref. |
| ---- | ------------------ | ------------ | ---- |
| 2012 | Run 60 – Game Over | Park Hong-ki |      |
| 2014 | ZEDD               | Nine         |      |

### Espectáculos de variedades
| Año  | Título                      | Red         | Notas              | Ref.   |
| ---- | --------------------------- | ----------- | ------------------ | ------ |
| 2015 | Dating Alone                | JTBC        | Anfitrión          |        |
| 2017 | Ley de la Jungla en Sumatra | SBS         | Miembro de reparto | [ 12 ] |
| 2017 | I Got a Butler              | O'Vivo, tvN | Miembro de reparto | [ 13 ] |

## Premios y nominaciones

### Korean Hallyu Awards
| Año  | Trabajo nominado | Categoría              | Resultado |
| ---- | ---------------- | ---------------------- | --------- |
| 2012 | Big              | Mejor modelo masculino | Ganador   |
| 2012 | Big              | Mejor actor debutante  | Ganador   |